# Intimteatret
Intimteatret var en experimentteater i Oslo 1921–1922 under ledning av Sigurd Magnussøn. Bland teaterns viktigaste föreställningar var August Strindbergs Pelikanen med Agnes Mowinckel som modern, och Frank Wedekinds Vårbrytning, där Agnes Mowinckel debuterade som regissör och Olafr Havrevold som skådespelare.
Intimteatret är också namnet på en teater grundad av de tidigare teatercheferna Merete Skavlan och Gerhard Knoop 1991. Teatern har satt upp ett flertal nya norska teaterstycken.